# Киназы
Кина́зы (фосфотрансферазы) — ферменты, катализирующие перенос фосфатной группы от молекулы аденозинтрифосфата (АТФ) на различные субстраты. Обеспечивают включение глюкозы и гликогена в процесс гликолиза в живых клетках, участвуют в синтезе важных для организма соединений.

## Общая классификация киназ
Киназы классифицируют по природе субстрата, на который переносится неорганический фосфат. По номенклатуре, рекомендованной Международным союзом по биохимии, киназы (фосфотрансферазы) относят к группе EC 2.7
| Шифр   | Акцептор                        | Представители |
| ------ | ------------------------------- | --- |
| 2.7.1  | гидроксильная группа (ОН)       | гексокиназа, глюкокиназа, галактокиназа, фосфофруктокиназа, тимидинкиназа, глицеролкиназа, мевалонаткиназа, пируваткиназа, диацилглицеролкиназа, фосфатидилинозитолкиназа, сфингозинкиназа |
| 2.7.2  | карбоксильная группа (COOH)     | фосфоглицераткиназа, аспартаткиназа |
| 2.7.3  | атом азота                      | креатинкиназа |
| 2.7.4  | ортофосфат PO43−                | фосфомевалонаткиназа, аденилаткиназа, нуклеозиддифосфаткиназа |
| 2.7.6  | пирофосфат P2O72−               | Рибозофосфатдифосфокиназа, тиаминпирофосфокиназа. |
| 2.7.7  | Нуклеотидилтрансферазы          | интеграза, полимеразы, концевая дезоксинуклеотидилтрансфераза, РНК-репликаза, обратная транскриптаза, теломераза, транспозаза                                                              |
| 2.7.8  | Другие фосфотрансферазы         | N-ацетилглюкозамин-1-фосфат-трансфераза |
| 2.7.10 | Тирозиновые протеинкиназы       | см. статью протеинкиназы |
| 2.7.11 | Серин/треониновые протеинкиназы | см. статью протеинкиназы |